# Покровська вулиця (Ніжин)
Покровська вулиця — вулиця міста Ніжина. Пролягає від площі Заньковецької та вулиці Успенської до вулиці Набережна Вороб'ївська.
До вулиці прилягають вулиці Пряма, Горбівська, Василівська, Савелія Ковнера, Весняна, Миколаївська.

## Історія
З будівництвом у 1880—1890-х роках кількох житлових прибуткових будинків завершилося формування ансамблю «Базарної вулиці» (південної лінії торгового майдану), що після будівництва торгових крамниць Миколаївського собору завершило створення архітектурного ансамблю «Соборної площі» (площа Заньковецької) — унікального тим, що у лінії були органічно представлені приклади забудови від середини XVIII століття до кінця ХІХ століття зі своєрідним напівциркульним обрамленням банями православних храмів на задньому плані.
В 1956 році «Базарна вулиця» була перейменована на «вулицю Суворова» — на честь російського полководця Олександрп Суворова. У 1967 році «вулиця Суворова» перейменована на «вулицю Подвойського» — на честь більшовицького революціонера, радянського партійного, військового та державного діяча Миколи Подвойського.
На вулиці розташовані Покровська церква (будинок № 23), побудована 1765 року, колишній Ніжинський острог (будинок № 18) — тепер швидка медична допомога, колишній готель (будинок № 5) — тепер дитсадок «Зернятко».
У 2016 році вулиця отримала сучасну назву — на честь Покровської церкви, яка розташована на вулиці.

## Забудова
Вулиця пролягає у північно-східному напрямку — до річки Остер. Парна та непарна сторони вулиці зайняті садибною, малоповерховою (2-поверхові будинки) та багатоповерховою (5-поверхові будинки) житловою забудовою. Перші поверхи будинків першої лінії вулиці зайняті установами та магазинами.
Установи:
1. будинок № 1/2 — поліклінічні відділення
2. будинок № 8 — центр надання адміністративних послуг
3. будинок № 9 — відділ культури Ніжинської райадміністрації; офіси
4. будинки № 18, 18Б — станція швидкої допомоги; наркодиспансер
5. будинок № 20А — Богоявленська церква
6. будинок № 23 — Покровська церква

Пам'ятники архітектури та/або історії:
1. будинок № 1/2 — Будинок єврейського готелю — архітектури місцевого значення
2. будинок № 3 — Готель — архітектури
3. будинок № 7 — Готель — архітектури
4. будинок № 9 — Будинок єврейського готелю — архітектури місцевого значення
5. будинок № 15 — Прибутковий будинок Кардебаштова — знову виявлена пам'ятка архітектури
6. будинок № 17 — Прибутковий будинок Кардебаштова — архітектури знову виявлений
7. біля будинку № 18 — Пам'ятний знак на честь жертв Голодомору та політичних репресій 1931—1933 та 1937—1938 роки — історії знову виявлений
8. будинку № 18, 18Б — Комплекс споруд тюремного замку: Тюремний замок та Флігель Тюремного замку (острог) — архітектури місцевого значення, історії місцевого значення
9. будинок № 20А — Богоявленська церква — архітектури та історії місцевого значення
10. будинок № 23 — Покровська церква — архітектури національного значення
11. будинок № 23Д — Миколаївська церква — архітектури національного значення